# Le Disque 413
Pour plus de détails, voir Fiche technique et Distribution.
Le Disque 413 est un film d'espionnage français réalisé par Richard Pottier, sorti en 1936.

## Synopsis
Dans les années 1930, un agent secret britannique tombe amoureux d'une chanteuse dont le mari, à l'insu de tous, travaille pour l'ennemi...

## Fiche technique
- Titre : Le Disque 413
- Réalisation : Richard Pottier
- Scénario : André-Paul Antoine, d'après un roman de Hans Rehfisch (de)
- Photographie : André Dantan[1]
- Montage : Pierre Méguérian[2]
- Musique : Nicholas Brodszky
- Production : Claude Heymann
- Assistant réalisateur : Pierre Prévert
- Société de production : Franco-London Films (Paris)
- Pays de production :  France
- Format : Noir et blanc - 35 mm - 1,37:1
- Genre : espionnage
- Durée : 82 minutes
- Date de sortie : 
  - France : 24 juillet 1936

## Distribution
- Jules Berry : le capitaine Richard Maury
- Gitta Alpár (en) : Marguerite Salvini
- Constant Rémy : le colonel Smith
- Pierre Larquey : Belinsky
- Gaby Basset : Cécile
- Jean Galland : le comte Illeano
- Tomás Alcaide (de) : le ténor
- Maximilienne : la princesse
- Pierre Finaly
- Maurice Devienne
- Liliane Lesaffre

## Autour du film
Parallèlement au tournage de son film Le Disque 413, Richard Pottier en a réalisé une version en anglais, Guilty Melody